# 克勞蒂雅·克利斯丁
克勞蒂雅·安·克利斯丁（原父姓Coghlan，1965年8月10日—）是一名美國演員和歌手，最廣為人知的是他在科幻影集《巴比倫五號》的演出。他也曾在貝塞斯達軟體的電玩遊戲上古卷軸V：無界天際和異塵餘生4中配音。他致力於推廣辛克萊療法，即使用納曲酮（Naltrexone）來治療酒精成癮。

## 早年生活
克勞蒂雅·克利斯丁出生於加州格倫代爾，來自德國的母親 Hildegard（原姓克利斯丁）是時裝業的主管，父親 James Michael Coghlan 有愛爾蘭血統。克利斯丁成長於美國康乃迪克州和英國。

## 事業
克利斯丁最早於1984年開始出現在《T. J. Hooker》和《Dallas》等電視劇中。在1987年的電影《異形附身》中也飾演一角。
在1994～1998年間，克利斯丁在《巴比倫五號》飾演主要角色。在第五季他並未續約出演，具體的原因他和節目製作人斯特拉日恩斯基各執一詞。之後他有回到該劇集的電視電視中出演。
克利斯丁出過四張唱片：1996 年和演員Claudia Cummings合作的《Claudia Squared》、1998 年的單曲《Taboo》以及和其他巴比倫五號演員合作的《The Be Five》、和 2001 年的個人專輯《Once Upon a Time》。
1999年他在《花花公子》中登出裸照。2000年後他偶爾出現在一些美國和英國的一些電視劇、舞臺劇和廣播劇中出現。克利斯丁最近的活動是 2014 年在星海爭霸II：虛空之遺替神族角色洛哈娜配音、2016 年在遊戲決勝時刻：無盡戰爭中飾演費蘭艦長（Captain Ferran），以及在未上映的 Netflix 動畫《Gods and Heroes》中配音。
2018年起參演電視劇《火速救援最前線》，劇中飾演伊萊恩.梅納德。

## 公益
克利斯丁曾經長期受酒癮困擾，據他的說法曾瀕臨死亡，後來發現辛克萊療法才成功治好。之後他希望能幫助其他有類似困難的人，致力於推廣此療法，曾為此演講、著書、拍攝紀錄片。

## 外部連結
- Official Blog（页面存档备份，存于）
- 克勞蒂雅·克利斯丁在互联网电影资料库（IMDb）上的資料（英文）
- 在AllMovie上克勞蒂雅·克利斯丁的頁面（英文）